# Racton Monument
Racton Monument (ang. Racton Folly) – budynek w Racton, w hrabstwie West Sussex w Anglii. Wybudowany w latach 1766-1775. Drugi hrabia Halifaxu zlecił jego budowę jako domek letniskowy dla pobliskiej posiadłości Stansted. Jednakże alternatywna wersja zakłada potrzebę możliwości obserwacji statków handlowych w dokach w pobliskim Emsworth. 
Budynek zaprojektował Theodosius Keene, syn Henry'ego Keene'a, na trójkątnej podstawie, z okrągłą wieżyczką na każdym rogu. Wybudowany został w latach 1766-1775 z czerwonej cegły, pokryty pierwotnie krzemieniem i miał 4 piętra (24 m). Wysokość ta pozostała do dzisiaj nienaruszona. Budynek jest własnością prywatnego właściciela Chrisa Veltoma, który otrzymał zezwolenie na przerobienie budynku na mieszkanie, jednak plany nie zostały dotychczas zrealizowane.
Racton Monument znajduje się na uboczu wśród dzikiej natury, daleko od zamieszkanego terenu i dróg. Prawdopodobnie służył w celach przemytniczych. Współcześnie jest miejscem o złej reputacji, głównie z powodu jego popularności wśród narkomanów i samobójców. Ratcon Monument jest także uważany za miejsce występowania zjawisk paranormalnych.